# كاميرون دالاس
كاميرون دالاس (بالإنجليزية: Cameron Dallas) هو مغني ومدون فيديو ويوتيوبي وعارض وممثل أمريكي، ولد في 8 سبتمبر 1994 في الولايات المتحدة.

## وصلات خارجية
- كاميرون دالاس على موقع IMDb (الإنجليزية)
- كاميرون دالاس على موقع ألو سيني (الفرنسية)
- كاميرون دالاس على موقع ميوزك برينز (الإنجليزية)
- كاميرون دالاس على موقع أول موفي (الإنجليزية)
- كاميرون دالاس على موقع ديسكوغز (الإنجليزية)
- كاميرون دالاس على موقع قاعدة بيانات الفيلم (الإنجليزية)